# Larisa (Jonia)
Larisa (en griego, Λάρισα) era una antigua colonia griega de Jonia.
Estrabón la distingue de otras ciudades homónimas de Asia Menor, mencionando que la Larisa de Jonia estaba en la llanura del río Caístro, a 180 estadios de Éfeso, donde había un santuario de Apolo Lariseno.